# Conrad McRae
Conrad Bastien McRae  (Nueva York; 11 de enero de 1972 - Irvine, California; 10 de julio de 2000) fue un jugador de baloncesto estadounidense. Con 2,06 de estatura, jugaba en la posición de pívot. Falleció con 28 años de edad, víctima de un ataque al corazón.

## Trayectoria

### Instituto
Conrad asistió al Brooklyn Technical en Brooklyn (New York), donde jugó al baloncesto y fue apodado "McNasty" cuando disputó el Entertainers Basketball Classic en el Rucker Park de Harlem. En su último año fue seleccionado para disputar el McDonald's All-American Game.

### Universidad
Jugó cuatro temporadas con los Orange de la Universidad de Siracusa (1989-1993) bajo las órdenes del entrenador Jim Boeheim.

### Selección nacional
Disputó con la selección júnior de Estados Unidos el FIBA Américas Sub-19 de 1990 celebrado en Montevideo y donde el equipo estadounidense se llevó el oro.

### Profesional
Fue elegido en el puesto número 38 del draft de la NBA de 1993 por Washington Bullets, pero al no contar con minutos decidió marcharse a Turquía y disputar la 1993-94 con el Fenerbahçe SK.
Para la 1994-95 se marchó a Francia a jugar en el Pau-Orthez.
La siguiente temporada, la 1995-96, regresa a Turquía, esta vez al Efes Pilsen, con el que conquista la liga, la copa y la Copa Korać en 1996.
Al año siguiente se marcha a Italia y firma con el Fortitudo Bologna para la 1996-97.
De cara a la 1997-98 firma con el PAOK Salónica de la liga griega.
Regresa a Turquía a las final del Fenerbahçe en la 1998-99.
La temporada siguiente vuelve a Italia para jugar con el Pallacanestro Trieste la 1999-00.
En julio del 2000 regresa a Estados Unidos a disputar la NBA Summer League con los Orlando Magic.

## Fallecimiento
Falleció el 10 de julio del 2000, a los 25 años, cuando se desplomó mientras realizaba carreras en un entrenamiento previo a la NBA Summer League con Orlando Magic. La autopsia no fue concluyente, pero reveló que Conrad McRae tenía antecedentes de arritmia.